# Секст Веттулен Цивіка Церіал
Секст Веттулен Цивіка Церіал (лат. Sextus Vettulenus Civica Cerialis) — римський політичний діяч, консул 106 року.

## Біографічні відомості
Він походив із сабінського міста Рієті. Його батьком був відомий політичний діяч I століття, намісник Юдеїв 70-71 роках, Секст Ветулен Церіал. Він був консулом у 106 році разом з Луцієм Цейонієм Коммодом за часів правління Траяна. Більше про його кар'єру нічого не відомо.
Відомо, що Секст Веттулен Цівіка Церіал був двічі одруженим. Ім'я першої дружини невідоме, натомість друга — Ігнота Плавція Сільвана.

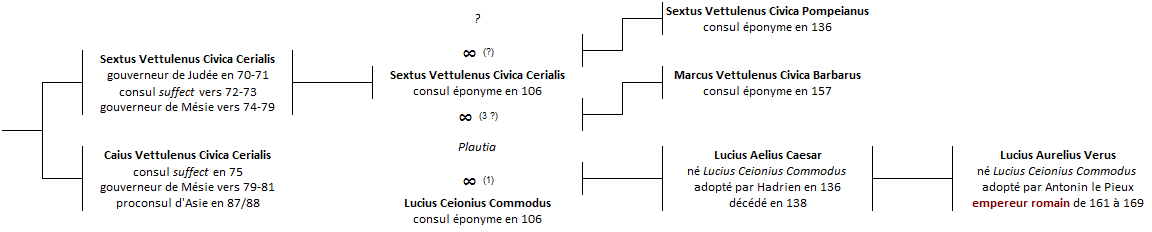
Рід Веттуліїв у період Флавіїв та Антонінів

Від першої дружини у нього був щонайменше один син — Секст Веттулен Цівіка Помпеян, котрий був консулом 136 року. Натомість від Плавції Церіал, ймовірно мав ще одного сина, Марка Веттулена Цивіку Барбара, консула 157 року. Хоча, окремі історики стверджують, що останній міг приходитися Церіалу внуком.